# EN 80601-2-59
Die EN IEC 80601-2-59 mit dem Titel „Medizinische elektrische Geräte – Teil 2-59: Besondere Festlegungen für die Basissicherheit einschließlich der wesentlichen Leistungsmerkmale von Wärmebildkameras für Reihenuntersuchungen von Menschen auf Fieber“ ist Teil der Normenreihe EN 60601 (die EN 60601 Reihe wird aktuell in die EN 80601 Reihe überführt).
Herausgeber der DIN-Norm DIN EN IEC 80601-2-59 ist das Deutsche Institut für Normung.
Im Rahmen des VDE-Normenwerks ist die Norm als VDE 0750-2-59 klassifiziert, siehe DIN-VDE-Normen Teil 7.
Diese Ergänzungsnorm regelt allgemeine Festlegungen für die Sicherheit, Prüfungen und Richtlinien von Wärmebildkameras für Reihenuntersuchungen von Menschen auf Fieber. Zweck ist es, Merkmale der Basissicherheit, die wesentlichen Leistungsmerkmale sowie Prüfungen zu beschreiben und zusätzlich Anleitungen für ihre Anwendung zu geben.

## Gültigkeit
- Die endgültige Version der Norm ist korrespondierend mit der 3. Ausgabe der DIN EN 60601-1 anzuwenden.

## Anwendungsbereich
Diese Internationale Norm gilt für die Basissicherheit und die wesentlichen Leistungsmerkmale von Wärmebildkameras für Reihenuntersuchungen, die für die nichtinvasive Reihenuntersuchung von Personengruppen auf erhöhte Temperatur (Fieber) unter Innenraum-Umgebungsbedingungen vorgesehen sind und nachfolgend als ME-Gerät und ME-System bezeichnet werden.
Wärmebildkameras für Reihenuntersuchungen nutzen zum Erkennen der natürlich ausgestrahlten Wärme auf der Hautoberfläche der Schädelvorderseite (Gesicht) Infrarottechnik. Wärmebildkameras für Reihenuntersuchungen wurden an Einreisepunkten und Gebäudeeingängen mit dem Ziel eingesetzt, Personen mit Fieber von fieberfreien Personen zu unterscheiden, um die Ausbreitung von Infektionskrankheiten zu verhindern.
Die in diesem Dokument angegebenen Leistungsanforderungen gelten bei Wärmebildkameras für Reihenuntersuchungen für den allgemeinen Betrieb der Temperatur-Reihenuntersuchung. Diese Spezifikationen legen Grenzwerte für die Charakterisierungslaborprüfung für die Wärmebildkameras für Reihenuntersuchungen fest und erfordern die Bestimmung und Bekanntgabe der Evaluierungsergebnisse, einschließlich der klinischen Prüfung der Leistung bezüglich der Temperatur-Reihenuntersuchung an Menschen, was der vorgesehenen Anwendung entspricht.
Eine Wärmebildkamera für Reihenuntersuchungen erfasst die Temperatur des menschlichen Gesichts und erlaubt es dem Bediener das Hauttemperatur-Profil quantitativ zu bestimmen und bildlich darzustellen. Da die Hauttemperatur in hohem Maß von der Blutperfusion (Durchblutung) der Haut und den Umgebungsbedingungen abhängt, müssen Wärmebildkameras für Reihenuntersuchungen in einer stabilen Umgebung mit minimalen äußeren Umgebungsstörungen angewendet werden, um die Anforderungen an die wesentlichen Leistungsmerkmale zu erfüllen.
Eine Wärmebildkamera für Reihenuntersuchungen ist für die Reihenuntersuchung und das Erkennen von Personen mit erhöhten Hauttemperaturen vorgesehen. Nach Feststellung einer erhöhten Hauttemperatur muss eine Messung der Körpertemperatur mit einem Fieberthermometer folgen (siehe IEC/ISO 80100-1).

## Zusatzinformation
- Diese Norm ist neu und hat keine Vorgängernorm.

Folgende geänderte Anforderungen sind in der EN 80601-2-59 enthalten (Auszug):
- Umweltbedingungen
- Genauigkeit